# Глен-Роз
Глен-Роз (англ. Glen Rose) — город в США, расположенный в центральной части штата Техас, административный центр округа Сомервелл. По данным переписи за 2010 год число жителей составляло 2444 человека, по оценке Бюро переписи США в 2017 году в городе проживало 2627 человек.

## История

Памятник первым поселенцам, Чарльзу и Хуане Барнард

Первыми поселенцами в регионе стали братья Чарльз и Джордж Барнард, открывшие торговую точку неподалёку от горы Команче-Пик в 1849 году. Спустя некоторое время братья переехали, однако в 1859 году вернулись и получили грант земли от округа Майлам в обмен на обязательство построить мельницу. Новый город получил название Барнардс-Милл. Построенная мельница активно использовалась в общественной жизни горожан для собраний, как зал танцев, а позже в качестве госпиталя. В 1872 году, после того как Барнард продал мельницу, город был переименован в Глен-Роз. В 1874 году в нём открылось почтовое отделение, а в 1875 году был образован округ Сомервелл и Глен-Роз стал административным центром.
К концу XIX века в городе работало несколько мельниц, три церкви, выходило две еженедельных газеты, функционировали школа, хлопкоочистительная машина, коллегиальный институт Глен-Роза, было построено здание суда. Одной из причин популярности города были минеральные источники неподалёку, позволившие городу открыть несколько санаториев. Данные геологической разведки США 1900 признали источники Глен-Роза полезными с точки зрения медицины. 22 марта 1926 года город получил устав, началось формирование органов местной власти. К началу Первой мировой войны сельское хозяйство региона пришло в упадок в основном из-за плохих технологий ухода за землёй. Во время сухого закона Глен-Роз был одним из известных центров производства нелегального алкоголя. В 1981 году неподалёку начала работу атомная электростанция Comanche Peak, ставшая одним из основных источников дохода города. В городе был построен парк штата Dinosaur Valley, в котором туристы могут полюбоваться на следы динозавров.

## География
Глен-Роз находится в центральной части округа, его координаты: 32°14′48″ с. ш. 97°44′51″ з. д..
Согласно данным бюро переписи США, площадь города составляет около 10 км2, практически полностью занятых сушей.

### Климат
Согласно классификации климатов Кёппена, в Глен-Розе преобладает влажный субтропический климат (Cfa).
| Показатель                    | Янв.  | Фев.  | Март  | Апр. | Май  | Июнь | Июль | Авг. | Сен. | Окт.  | Нояб. | Дек.  | Год   |
| ----------------------------- | ----- | ----- | ----- | ---- | ---- | ---- | ---- | ---- | ---- | ----- | ----- | ----- | ----- |
| Абсолютный максимум, °C       | 31,7  | 35,6  | 38,3  | 37,8 | 40,6 | 43,3 | 43,3 | 46,1 | 43,3 | 37,2  | 35    | 30    | 46,1  |
| Средний суточный максимум, °C | 14,9  | 17,6  | 22,2  | 26,7 | 29,9 | 33,7 | 36,5 | 36,4 | 32,2 | 27,1  | 20,7  | 16,1  | 26,2  |
| Средняя температура, °C       | 6,7   | 9,1   | 13,8  | 18,4 | 22,4 | 26,5 | 28,6 | 28,1 | 24,3 | 18,7  | 12,6  | 7,9   | 18,1  |
| Средний суточный минимум, °C  | −1,4  | 0,7   | 5,4   | 10,2 | 15   | 19,2 | 20,8 | 19,8 | 16,5 | 10,2  | 4,4   | −0,1  | 10,1  |
| Абсолютный минимум, °C        | −18,3 | −22,2 | −13,9 | −8,9 | −1,7 | 8,3  | 7,2  | 5    | −1,1 | −12,8 | −15   | −26,1 | −26,1 |
| Норма осадков, мм             | 45    | 59    | 72    | 79   | 132  | 94   | 55   | 55   | 82   | 91    | 53    | 56    | 871   |
| Источник: weatherbase.com     |       |       |       |      |      |      |      |      |      |       |       |       |       |

## Население
Согласно переписи населения 2010 года в городе проживало 2444 человека, было 878 домохозяйств и 627 семей. Расовый состав города: 86,1 % — белые, 0,7 % — афроамериканцы, 0,9 % — 
коренные жители США, 1 % — азиаты, 0 % — жители Гавайев или Океании, 8,8 % — другие расы, 2,6 % — две и более расы. Число испаноязычных жителей любых рас составило 19,5 %.
Из 878 домохозяйств, в 38,6 % живут дети младше 18 лет. 53,4 % домохозяйств представляли собой совместно проживающие супружеские пары (24 % с детьми младше 18 лет), в 13,4 % домохозяйств женщины проживали без мужей, в 4,6 % 
домохозяйств мужчины проживали без жён, 28,6 % домохозяйств не являлись семьями. В 25,1 % домохозяйств проживал только один человек, 11,1 % составляли одинокие пожилые люди (старше 65 лет). Средний размер домохозяйства составлял 2,61 человека. Средний размер семьи — 3,13 человека.
Население города по возрастному диапазону распределилось следующим образом: 28,6 % — жители младше 20 лет, 22,5 % находятся в возрасте от 20 до 39, 29,8 % — от 40 до 64, 19,2 % — 65 лет и старше. Средний возраст составляет 39,1 года.
Согласно данным опросов пяти лет с 2012 по 2016 годы, медианный доход домохозяйства в Глен-Розе составляет 35 200 долларов США в год, медианный доход семьи — 50 496 долларов. Доход на душу населения в городе составляет 22 219 долларов. Около 19,9 % семей и 17,3 % населения находятся за чертой бедности. В том числе 19 % в возрасте до 18 лет и 8,7 % старше 65 лет.

## Местное управление
Управление городом осуществляется мэром, его заместителем и городским советом, состоящим из четырёх человек.

## Инфраструктура и транспорт

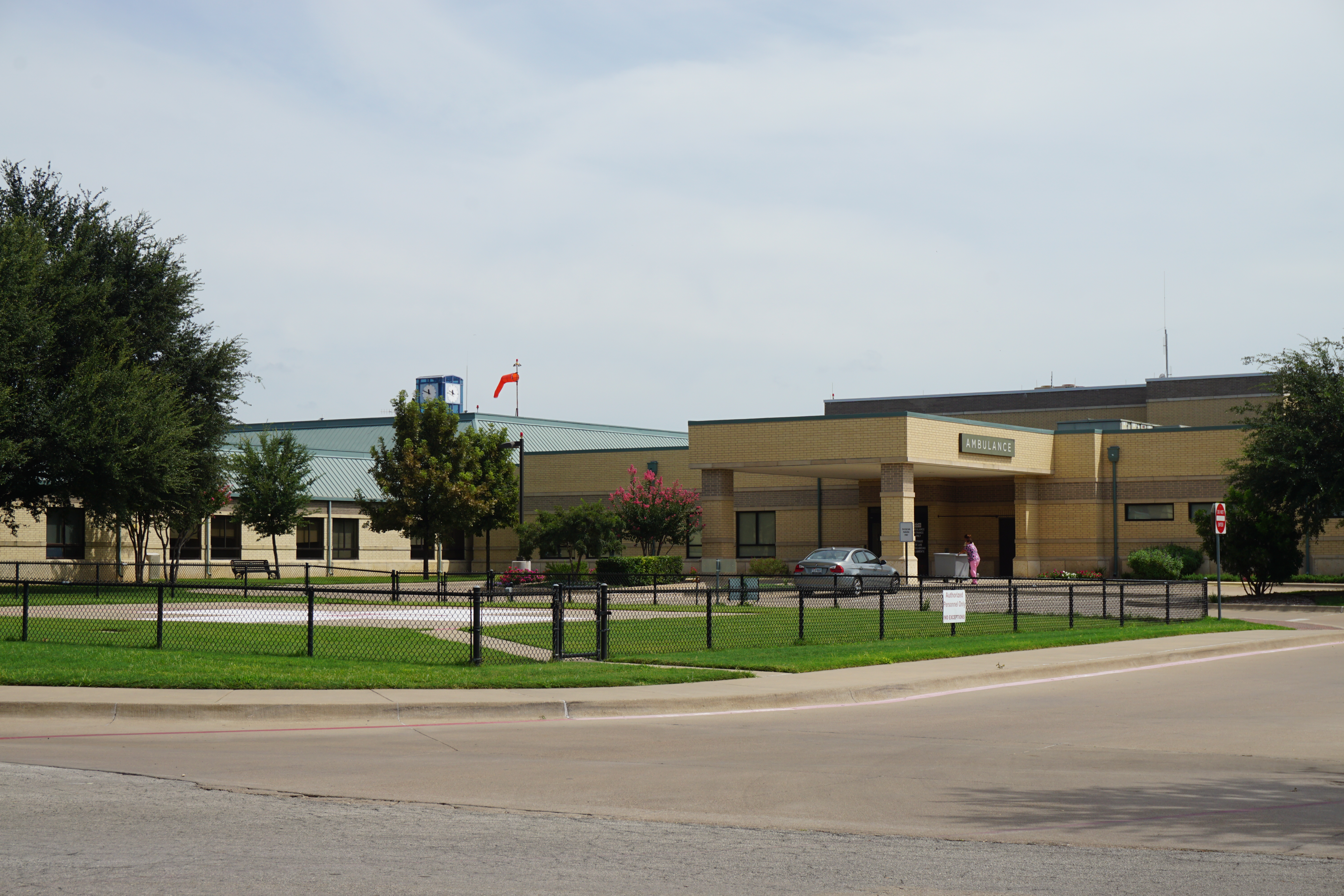
Медицинский центр Глен-Роза

Основными автомагистралями, проходящими через Глен-Роз, являются:
- автомагистраль 67 США идёт с востока от Клиберна на запад к Стивенвиллу.
- автомагистраль 144 Техаса идёт с севера от Гранбери на юг к Меридиану.

Ближайшим аэропортом, выполняющим коммерческие рейсы, является региональный аэропорт Уэйко. Аэропорт находится примерно в 100 километрах к юго-востоку от Глен-Роза.

## Образование
Город обслуживается независимым школьным округом Глен-Роз.

## Экономика
Согласно финансовому отчёту города за 2015-2016 финансовый год, Глен-Роз владел активами на $30,36 млн, долговые обязательства города составляли $6,83 млн. Доходы города составили $7,43 млн, расходы города — $5,1 млн .

## Отдых и развлечения
В городе располагается парк штата Dinosaur Valley, в котором посетители могут увидеть следы динозавров в формации на дне реки Палукси. Также рядом с городом находится заповедник Fossil Rim.
В Глен-Розе находится музей свидетельств Сотворения мира, в котором находится экспозиция, посвящённая креационизму.